# HMS Dorsetshire (40)
La HMS Dorsetshire (Pennant number 40) è stata un incrociatore pesante della Classe County in servizio nella Royal Navy tra il 1930 e il 1942 e terza a portare il nome della Contea inglese del Dorsetshire, oggi conosciuta semplicemente come Dorset. Venne varata il 29 gennaio 1929 presso i cantieri di Portsmouth, entrando in servizio il 30 settembre 1930. Nella seconda guerra mondiale ebbe come ufficiale in comando il capitano Augustus Agar (1890–1968).

## Servizio

### Anni Trenta
Dopo l'entrata in servizio divenne l'ammiraglia del Secondo Squadrone Incrociatori; nel 1931 si trovava nell'Atlantic Fleet durante l'Ammutinamento di Invergordon ma la sollevazione ebbe fine prima che i marinai della nave vi prendessero parte. Tra il 1933 e il 1936 servì in Africa come ammiraglia della 6ª squadra incrociatori. In questo anno subì delle modifiche prima di essere inviata nel Settore Cinese, dove rimase per quattro anni inquadrata nella 5ª squadra incrociatori.

### Servizio in Atlantico e Sudafrica
Nel dicembre 1939, pochi mesi dopo lo scoppio della seconda guerra mondiale la Dorsetshire, insieme ad altre unità della Royal Navy, venne inviata in Uruguay per partecipare alla caccia all'incrociatore tedesco Admiral Graf Spee, subito dopo la Battaglia del Río de la Plata. La nave lasciò Simon's Town in Sudafrica il 13 dicembre, giorno stesso della battaglia, ma non aveva ancora raggiunto le acque uruguayane il 17 dicembre, giorno in cui l'incrociatore tedesco venne autoaffondato dai suoi marinai.
Per il periodo successivo operò nell'Atlantico e nel febbraio 1940 intercettò la nave supporto tedesca Wakama, che venne immediatamente autoaffondata dall'equipaggio. Il 2 marzo successivo lasciò le Isole Falkland con a bordo feriti provenienti dall'Exeter dirigendosi a Città del Capo via Tristan da Cunha. L'11 marzo seguente i feriti ed i prigionieri tedeschi vennero finalmente sbarcati.
La Dorsetshire tornò quindi in Gran Bretagna, arrivando a Plymouth il 25 maggio. Dopo meno di una settimana ripartì per Freetown, in Sierra Leone. In giugno seguì le mosse della nave da battaglia Richelieu, appartenente alla marina della Francia di Vichy, in trasferimento da Dakar a Casablanca. Durante il viaggio la nave invertì la rotta tornando in Senegal, su ordine dell'ammiraglio François Darlan. La Dorsetshire continuò a seguire le mosse della Flotta francese per tutto il mese di luglio. Il 4 settembre entrò in bacino di carenaggio a Durban, tornando a Simon's Town per il 20 settembre.
Subito dopo venne trasferita nell'Oceano Indiano, partecipando in novembre al bombardamento di Zante nella Somalia italiana. In dicembre tornò nell'atlantico, partecipando alla caccia alla "corazzata tascabile" tedesca Admiral Scheer che aveva da poco affondato un mercantile britannico nell'Atlantico meridionale. Il 18 gennaio 1941 catturò il mercantile francese Mendoza, scortandolo poi a Takaradi. In marzo fu nuovamente di ritorno a Simon's Town.

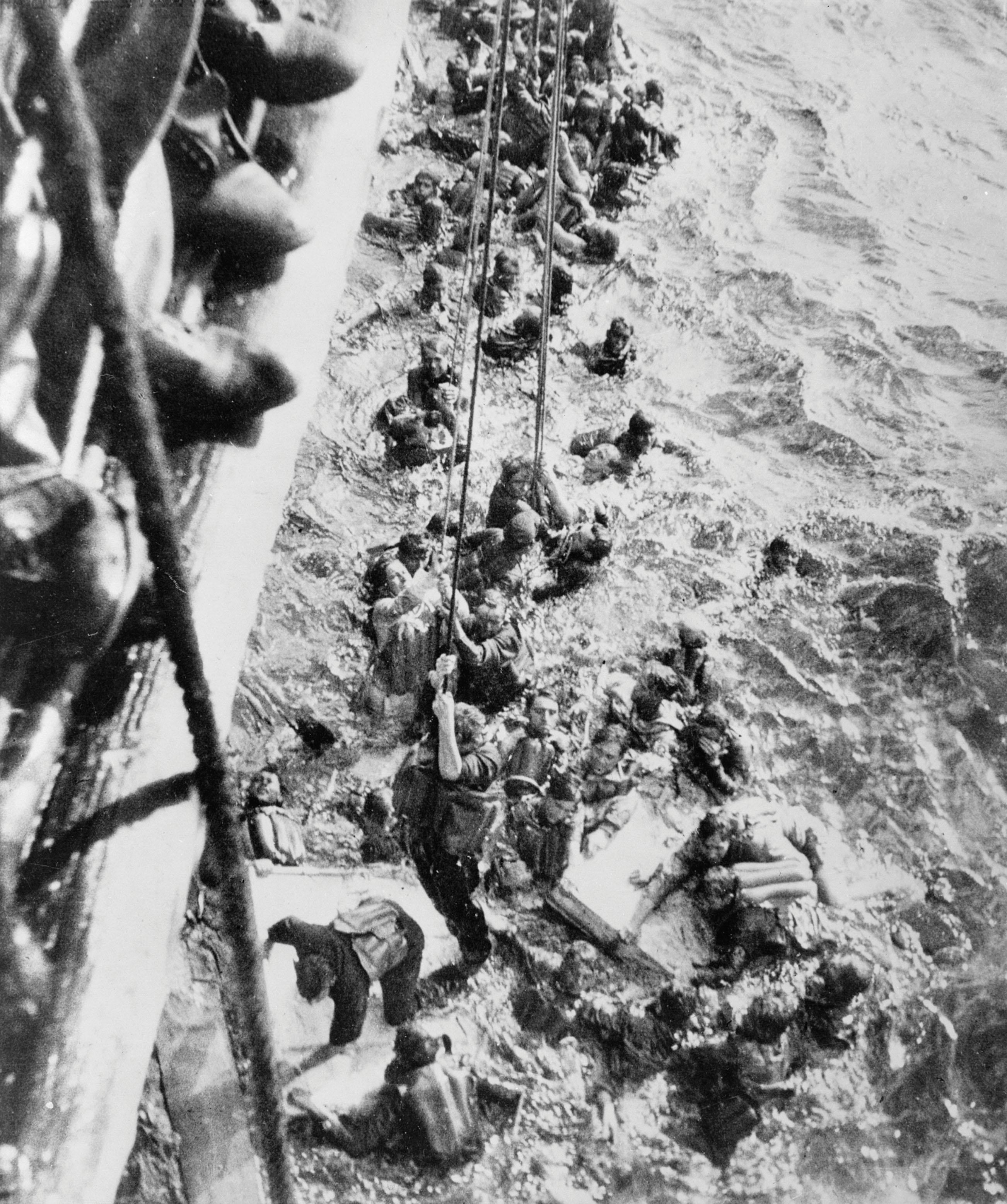
Sopravvissuti della Bismarck vengono presi a bordo della Dorsetshire

Alla fine del maggio 1941 fu una delle navi da guerra britanniche che parteciparono alla Caccia alla Bismarck. Il 27 maggio ricevette l'ordine di finire la Bismarck, già messa fuori uso da continui attacchi aerei e navali, con i siluri, ma l'equipaggio della nave tedesca aveva già iniziato le procedure di autoaffondamento. La Dorsetshire, insieme al cacciatorpediniere Maori, riuscì quindi a recuperare solo 110 marinai tedeschi, prima di allontanarsi dalla zona a causa della sospettata presenza di un U-Boot.
Nel settembre seguente partì da Freetown per scortare il convoglio WS-10X, partito dalla Gran Bretagna con meta il Sudafrica, formato da cinque navi trasporto truppe in rotto per il Medio Oriente.
Alla fine di dicembre intercettò la nave appoggio tedesca Python impegnata a rifornire due sottomarini in emersione. Appena avvistata la nave britannica i sottomarini si immersero, attaccando con i siluri la Dorsetshire senza colpirla, mentre l'equipaggio della Python autoaffondava la nave.

### Servizio nell'Oceano Indiano e affondamento
Nel 1942 venne assegnata alla Eastern Fleet nell'Oceano Indiano. Durante la sortita della Marina imperiale giapponese nell'Oceano Indiano la Dorsetshire e Cornwall, appartenente alla stessa classe, vennero attaccate da aerosiluranti a circa 320 km a sudovest di Ceylon, il 5 aprile. La Dorsetshire, colpita da dieci bombe, affondò per prima alle 14 circa. La Cornwall, colpita otto volte, affondò circa dieci minuti dopo. Dell'equipaggio morirono 234 uomini e i superstiti, più di cinquecento, vennero recuperati il giorno successivo dall'incrociatore leggero Enterprise e dai cacciatorpediniere Paladin e Panther.